# James Jefferyes
James Bavington Jefferyes, född 1679 i Stockholm, död 1739, var en skotsk diplomat i engelsk tjänst och engelsk ambassadör  för Sveriges kung Karl XII under dennes exil i Osmanska riket, senare för den ryske tsaren Peter den store i Sankt Petersburg.

## Biografi
James Jefferyes var son till Catharina Drakenhielm, dotter till generaltullmästaren Wilhelm Böös Drakenhielm, och hennes skotske make, brigadgeneralen Sir James Jefferyes som tjänade under Karl XI och från 1690 under Vilhelm av Oranien. Jefferyes föddes i Stockholm men när han var tio år gammal flyttade han med sin far till Skottland och studerade i Dublin mellan 1697 till 1701. 1702 reste han tillbaka till Sverige och ingick som volontär i Karl XII:s armé. Som observatör rapporterade Jefferyes regelbundet om Karl XII:s fälttåg till den engelske ambassadören i Stockholm John Robinson och till regeringen i London. Han deltog i slaget vid Poltava den 28 juni 1709 och efter kapitulationen vid Perevolotjna råkade han i rysk fångenskap, men han blev snabbt frigiven och återvände till England. 1711 utnämndes han av den brittiska regeringen till ambassadör för Karl XII under dennes vistelse i Osmanska riket, där han stannade fram till 1715. 1718 var han ambassadör i Sankt Petersburg, där han motverkade de jakobitiska kretsarna i tsar Peter den stores hov (som dominerades av amiralen Thomas Gordon, läkaren Robert Erskine och Sir Henry Stirling). Efter brytningen mellan England och Ryssland mot slutet av Stora nordiska kriget befalldes Jefferyes av tsaren att lämna landet. 1719 utnämndes Jefferyes av Georg I till engelsk kapten och resident i Danzig mellan 1719 och 1725. Med sin fru Louisa Gölmer föddes döttrarna Anna Louisa (13 juni 1724) och Elizabeth (30 november 1725). Därefter tjänade Jefferyes, liksom sin far, som guvernör i grevskapet Cork i Irland och bodde i Blarney Castle.